# Wender
Wender, pseudonimo di Vincenzo Giannatempo (Torino, 19 dicembre 1973), è un disc jockey, conduttore radiofonico e tecnico del suono italiano, noto per far parte del programma "Lo Zoo di 105" trasmesso dall'emittente Radio 105. Ha fatto parte del team di Asganaway per l'emittente Radio Deejay dal 2010 fino a giugno 2014, prima di tornare a Lo Zoo di 105 nel gennaio 2016.

## Biografia
Dal 1994 al 1997 lavora come DJ in villaggi turistici appartenenti al gruppo Atahotels. Nel 1997 inizia la sua prima esperienza come tecnico audio in una radio torinese, Radio Centro 95. Nello stesso anno si trasferisce a Milano, iniziando a lavorare presso Station One come tecnico del programma Tribe con Roberto Corinaldesi e come collaboratore di Marco Mazzoli, conduttore del programma Music Factory. Nel 1998 lavora a RTL 102.5 come tecnico, ma per pochissimo tempo. Nel 1999 si sposta a Radio 105 dove, insieme a Marco Mazzoli e Gilberto Penza, in arte Gibba, crea Lo Zoo di 105, che segue per 4 anni. Nel 2003 si propone a RIN Radio Italia Network insieme a Fabrizio Ferrari come autore e ideatore del format "test di personalità", e speaker del programma Rin Bam Bit.
Passa poi a Radio m2o con Gli improponibili. Nel 2006 riprende il suo posto nell'organico di Mazzoli, dove prepara scenette, scherzi telefonici e jingle ironici tra i quali Welcome to the Zoo, realizzato con i Bloom 06 (ex Eiffel 65) e divenuto sigla del programma per un periodo. Il sabato, sempre su Radio 105, ha condotto il programma Samples dalle 14:00 alle 16:00 insieme a Pippo Palmieri.
Alla fine del 2010 gli scade il contratto con Radio 105 insieme a Paolo Noise e Fabio Alisei; i tre passano a Radio Deejay dove insieme ad Albertino conducono Asganaway e Fuori Frigo. Dal 6 settembre 2014, dopo il ritorno di Noise a Radio 105, conduce con Fabio Alisei una nuova trasmissione intitolata Sabato Sega sempre su Radio Deejay.
Il 26 settembre 2014 partecipa ad una puntata speciale di quattro ore de Lo Zoo di 105, voluta da Marco Mazzoli, con tutta la vecchia squadra del programma: Mazzoli stesso è ospite nel programma di Wender ed Alisei il giorno dopo. Nel febbraio 2015 anche Alisei ritorna a Radio 105, e Wender esordisce con il programma Wenderaction, che però dura solo tre puntate (più una online) e viene chiuso a marzo. Nell'agosto dello stesso anno anche lui lascia Radio Deejay.
Il 24 dicembre 2015 viene annunciato ufficialmente il ritorno di Wender nello Zoo di 105, e da lunedì 11 gennaio 2016 il conduttore è di nuovo in diretta nel programma.

## Discografia

### Album
- 2009 - Tutto apposto a Ferragosto (feat. Gino lo spazzino)
- 2010 - Alpaca (feat. Gino lo spazzino)
- 2010 - Smandibola (feat. Paolo Noise)
- 2011 - Sereno
- 2013 - EP 1.0 (come Green Peppers)
- 2020 - 2 AM[1]
- 2021 - Stories

### Singoli
- 2009 - Tutto apposto a Ferragosto (feat. Gigi D'Agostino, come Gino lo spazzino)
- 2009 - Tutto rego me ne frego (come Gino lo spazzino)
- 2009 - Alpaca (come Gino lo spazzino)
- 2010 - Un piccione sul lampione (come Gino lo spazzino)
- 2010 - Panico Paura (con Paolo Noise, con il nome I tamarri)
- 2010 - I love David Guetta (come Soundboy)
- 2010 - Paniken und Wahnsinn (versione tedesca di Panico Paura, con Paolo Noise, con il nome I tamarri)
- 2010 - Ho un pazzo nel palazzo (come Gino lo spazzino)
- 2010 - Stiamo come i pazzi (con Paolo Noise, con il nome I tamarri)
- 2010 - Solo se (con Sopreman)
- 2010 - Let me go (come Soundboy)
- 2011 - Rasputin (come 2FM)
- 2012 - Many People
- 2012 - Zumba (come Soundboy)
- 2012 - Welcome (come Soundboy)
- 2013 - Get Funk (feat. David Jones)
- 2013 - All The Night (feat. David Jones)
- 2014 - Better When It's Loud (come Bass@Town)
- 2016 - Pompa (vs. Pawax)
- 2017 - Tetta
- 2019 - Dammi la figa (feat. Paolo Noise)
- 2020 - Oggi è il '93 (feat. Arianna Palazzetti)
- 2020 - Delorean (feat. Arianna Palazzetti)
- 2020 - 2AM Drive-In (feat. Arianna Palazzetti)
- 2021 - Viaggia insieme a me (feat. Arianna Palazzetti)
- 2022 - Devi lasciarmi stare (feat. Lucilla Abbattista)
- 2022 - Tropicale (feat. Arianna Palazzetti)
- 2022 - ...Te (feat. Arianna Palazzetti)
- 2024 - Cosmic
- 2024 - Hang with Me (feat. Arianna Palazzetti)
- 2024 - Esotico (feat. Arianna Palazzetti)
- 2025 - Believe It
- 2025 - Back 89 (feat. Arianna Palazzetti)

### Remix
- 2010 - Daft Punk - Harder Better Faster (distribuzione tramite YouTube)
- 2010 - Bloom 06 - In the City
- 2010 - Shakira - Waka Waka (distribuzione tramite YouTube)
- 2010 - Un piccione sul lampione (come Soundboy)
- 2011 - Dario G - Carnaval de Paris (Bevo, bevo!) (con Paolo Noise)
- 2011 - Jovanotti - Il più grande spettacolo dopo il Big Bang
- 2011 - Alexandra Stan - Mr. Saxobeat (Wender Remix)
- 2013 - Jeffrey Jey - The Color Inside Her

### Compilation
- 2008 - Lo Zoo di 105 Compilation - mixata con Pippo Palmieri
- 2009 - Lo Zoo di 105 Compilation Vol. 2 - mixata con Pippo Palmieri
- 2010 - Lo Zoo di 105 Compilation Vol. 3 - mixata con Pippo Palmieri
- 2010 - Panico Paura Compilation
- 2010 - Lo Zoo di 105 Compilation Vol. 4 - mixata con Pippo Palmieri
- 2014 - Asganaway Compilation - mixata con Paolo Noise e Shorty

### Collaborazioni
- 2007 - Umberto Compilation - sotto il nome "Anonimo", con il resto de Lo Zoo di 105
- 2008 - Ho fatto il disco - sotto il nome "Anonimo", con il resto de Lo Zoo di 105
- 2009 - Festival di San Jimmy 2009 - un brano (come Gino lo spazzino)

## Filmografia
- On Air - Storia di un successo (2016)